# Fox Major League Baseball
Fox Major League Baseball o MLB on Fox è lo spazio che il network di Rupert Murdoch dedica al baseball fin dal 1996, e continuerà fino alla fine della stagione 2028 della Major League Baseball, con tutti i diritti dei vari eventi tra cui All-Star Game e World Series.
Fox ha diritto a mostrare ogni team per almeno nove volte durante la stagione.

## Special Coverage
Fin da quando il baseball è su Fox, essa ha trasmesso tre partite della regular-season che non erano di sabato pomeriggio.
Le tre partite sono:
- Cincinnati Reds vs St. Louis Cardinals il 6 settembre 1998.
- Chicago Cubs vs St. Louis Cardinals l'8 settembre sempre del 1998.
- Un'altra partita è stata quella tra i New York Yankees e i Boston Red Sox, che ha avuto il maggior rating di sempre di una partita di baseball sulla FOX (14.5 Nielsen rating).

## Blackout Policy
FOX ha certi diritti per le partite del sabato pomeriggio della MLB ed ESPN ha certi diritti per le partite della domenica sera. Esistono però dei limiti legati ai media market USA e Canada, che danno la precedenza ai network locali per la trasmissione delle partite in un certo mercato locale. Questo consente di trasmettere partite slegate dal territorio di competenza.

## Presentatori, Commentatori e reporter nel 2010

### Play-by-play commentators
1. Joe Buck  (di solito con Tim McCarver e Ken Rosenthal)
2. Thom Brennaman (di solito con Mark Grace)
3. Matt Vasgersian

### Color commentators
1. Tim McCarver (di solito con Joe Buck)
2. Mark Grace (di solito con  Thom Brennaman)
3. Eric Karros
4. Leo Mazzone

### Field reporters
1. Ken Rosenthal

### Studio host
1. Jeanne Zelasko

### Studio analysts
1. Kevin Kennedy
2. Eric Karros (Alternating weekly)
3. Mark Grace  (Alternating weekly)